# Tour Randonne
La tour Randonne ou chapelle Notre-Dame-de-Bon-Secours, est un des monuments emblématiques de la ville de Nyons, située dans la Drôme, en région Rhône-Alpes (France).

## Historique

### Construction
Bâtie sur une butte de calcaire gréseux, au centre du quartier des Forts de Nyons, la tour Randonne, mesurant 8 m de côté pour 10 m de hauteur, surplombe la ville.
Son origine daterait de 1280. Nyons était alors la capitale de la baronnie de Montauban. Dame Randonne de Montauban y aurait fait construire un château pour servir de prison militaire. Il n’en subsiste aujourd’hui qu’une tour défensive, dont les murs font 2 m d’épaisseur. Cette origine, qui n’est qu’une hypothèse, est la plus plausible : une représentation de la tour au XVIe siècle montre que celle-ci était alors au centre d’un système de fortifications jouxtant la « maison de la Randonne », demeure seigneuriale de Randonne de Montauban. Cette demeure fut détruite au siècle dernier, lors de l’aménagement de la place devant la chapelle. Après les Montauban, le donjon eut plusieurs propriétaires, dont les dauphins au XIVe siècle. En 1633, la prison fut démantelée, lors de l’ouverture de Nyons et la destruction de ses fortifications, conformément au souhait de Louis XIII de voir tomber les repaires protestants dans la région.
En 1854, le curé Francou fut atteint d’une maladie grave et mortelle. Il pria alors Marie, et guérit. En reconnaissance de cette guérison, il alla se prosterner devant l’autel de l’église paroissiale. Dix ans après, il annonça, lors de son sermon du 15 août 1862, son souhait d’élever, sur une des plus hautes tours de Nyons, un piédestal sur lequel reposerait une grande et belle statue de la Sainte Vierge, laquelle dominera en quelque sorte la ville et sera aperçue de loin dans les campagnes, selon ses dires. La tour ayant été vendue par la commune, le curé Francou la racheta à ses propriétaires le 21 octobre 1862 et en fit donation à la Fabrique de Nyons (conseil paroissial de l’époque). La tour Randonne devint ensuite la chapelle Notre-Dame de Bon Secours. C’est donc lui qui est à l’origine de la construction de la partie supérieure du monument, ouvrage néogothique orné de personnages.

### Transformation en chapelle Notre-Dame de Bon Secours
Ce fut l’architecte Adrien Boisson qui dessina les plans du piédestal. Celui-ci est composé de deux murs pyramidaux disposés en diagonale et formant trois étages. Le premier étage (celui du bas) comporte des arcatures aveugles, mais les deux étages supérieurs comportent des arcades de style néogothique. À l’intersection des deux murs, se trouve un fût central qui supporte le piédestal de la Vierge. La décoration  du piédestal est très dense : colonnettes, rosaces, arcs trilobés, petites tours. Des statues sont placées à la tranche des différents étages :
- 1er étage : les Saints : Saint Joseph, Saint Jean, Saint Bernard, Saint Vincent;
- 2e étage : les Saintes : Sainte Anne, Sainte Élisabeth, Sainte Madeleine, Sainte Thérèse.

Sur le 3e étage, des anges ont été sculptés. L’architecte Boisson a voulu ainsi symboliser la prière qui jaillit de la terre vers le ciel, puis qui est transmise par les saints, les saintes et finalement par les anges jusqu’à la Vierge Marie. La statue de la Vierge Marie, au sommet, est haute de 3,50 m. On dit qu'elle veille sur la sérénité et la quiétude de la ville.
La construction du piédestal achevée, l’édifice fut inauguré le 3 mai 1863 (soit six mois après son achat) par l’évêque de Valence, en présence du R.P Gabriel de l’abbaye Notre-Dame d'Aiguebelle, de quarante prêtres et de 15 000 fidèles. La première messe à la chapelle Notre-Dame de Bon Secours fut donnée le 14 août 1864, mais sa consécration eut lieu lors de la fête de l’Assomption le 15 août 1864. C’est ce jour-là, en présence d’une foule en liesse, que la statue de la Vierge, celle présente actuellement à l’intérieur de la chapelle, fut déposée sur l’autel et bénie par le R.P Gabriel de l’abbaye d’Aiguebelle.

## Décoration intérieure
À l’intérieur de la chapelle, côté sud, se trouve un petit autel en bois doré datant de la fin du XVIIe siècle : il est surmonté de la statue de la Vierge, qui y fut placée le 15 août 1864. Deux escaliers en bois, des deux côtés de l’autel, conduisent à la tribune, dont les trois rangs de gradins sont disposés en amphithéâtre tout autour de la tour. L'ensemble autel, gradins, retable et tabernacle sont classés au titre du patrimoine historique par le ministère de la Culture, sous la référence PM26000450.
De nombreuses peintures ornent les murs et sont, pour la plupart d’entre elles, l’œuvre du peintre Léon Alègre, originaire de Bagnols-sur-Cèze (Gard). Ces peintures ont été réalisées entre 1867 et 1869.
Les peintures représentent : 
- le long des escaliers est et ouest : la fuite en Égypte et l’adoration des Mages;
- sur les faces des arceaux de la voûte : au sud, la Présentation de Marie au Temple et Notre-Dame de Bon Secours; à l’ouest : l’Assomption et la Mère des douleurs; au nord : la Sainte Famille et la Visitation; à l’est : l’Annonciation et le Mariage de la Vierge;
- sur les arêtes des arceaux de la voûte, apparaissent quatre portraits : à l’est : Saint Marc et Saint Mathieu; à l’ouest : Saint Jean et Saint Luc;
- au-dessus de la porte d’entrée : entre Saint Étienne et Saint François d’Assise, le Couronnement de la Vierge.